# Gustav Kirchhoff (Admiral)
Gustav Albert Max Kirchhoff (* 21. Juni 1863 auf Bergen auf Rügen; † 5. März 1945 in Rostock) war ein deutscher Konteradmiral.

## Leben

### Herkunft
Gustav Kirchhoff war ein Sohn des Rechtsanwalts und Notars Gustav Ludwig Kirchhoff (1828–1904) und dessen Ehefrau Johanna Luise, geborene Grützmacher.

### Militärkarriere
Im April 1882 trat Kirchhoff als Kadett in die Kaiserliche Marine ein. Nach seiner Grundausbildung und dem Besuch der Marineschule sowie der Absolvierung von Spezialkursen war er zunächst an Bord der Panzerfregatte Kaiser. Anfang Oktober 1883 wurde er auf die Gedeckte Korvette Prinz Adalbert versetzt, mit der er eine Reise nach Ostasien, Südamerika und Südafrika unternahm. Von Simon’s Town trat Kirchhoff Anfang 1885 die Heimreise nach Deutschland an und avancierte zum Unterleutnant zur See. Ein Jahr lang absolvierte er die Marineschule und war anschließend bis Ende Juni 1887 als Kompanieoffizier bei der I. Werftdivision tätig. Dann trat er auf dem Dampfer Bayern die Ausreise nach Ostafrika an, um auf dem im Stationsdienst eingesetzten Kreuzer Nautilus als Wachoffizier Dienst zu versehen. Ende Dezember 1888 war Kirchhoff wieder in Deutschland, stand zur Verfügung der I. Marineinspektion und wurde nach der Beförderung zum Leutnant zur See ab dem 2. April 1889 für vier Monate Erster Offizier auf dem in Dienst gestellten Kreuzer Sperber. Anschließend stand er erneut zur Verfügung der I. Marineinspektion, war fünf Monate als Wachoffizier auf der Baden und dann bis Ende September 1892 Kompanieoffizier bei der I. Torpedoabteilung. Zugleich war Kirchhoff in der Folge zeitweise Kommandant des Torpedobootes S 34, Erster Offizier des Torpedodivisionsboot D 3 sowie Kommandant eines Schultorpedobootes. Ab Oktober 1892 stand er zwei Monate lang zur Verfügung des Chefs der Marinestation der Ostsee und absolvierte während dieser Zeit einen Lehrgang. Daran schloss sich bis Ende Oktober 1894 eine Verwendung als Wachoffizier auf der Sachsen an. Anschließend wurde Kirchhoff als Wach- und Navigationsoffizier auf die Irene versetzt und lief über Casablanca nach Ostasien aus. Während seiner Zeit beim Ostasiengeschwader erfolgte Anfang April 1895 seine Beförderung zum Kapitänleutnant. Mitte August 1896 ging er von Bord, trat über Tschifu die Heimreise an und war von Oktober 1896 bis März 1898 Kompanieführer bei der I. Matrosendivision. Nach einer zweimonatigen Verwendung als Kommandant der Natter wurde Kirchhoff dem Schiffsstamm der Odin zugeteilt und verbrachte ab Ende Juli 1898 knapp zwei Monate als Navigationsoffizier auf dem Schiff. Ende September 1898 erfolgte seine Versetzung als Artillerieoffizier auf die Bayern und anschließend auf die Baden. Kirchhoff war ein Jahr lang von Ende März 1899 als Navigationsoffizier auf dem Schulschiff Moltke tätig. Anschließend lehrte er für drei Jahre an der Marineakademie und wurde im Januar 1901 Korvettenkapitän. Kirchhoff war zwei Jahre lang Kommandant des Stationsschiffes Condor, trat Mitte April 1905 von Sydney aus die Heimreise an und wurde Kommandeur der Handwerkerabteilung der I. Werftdivision. Für drei Monate stand er zur Verfügung des Chefs der Marinestation der Ostsee und wurde am 2. Januar 1906 zum Kommandeur der I. Matrosenartillerie-Abteilung ernannt. Gleichzeitig war Kirchhoff mit der Wahrnehmung der Geschäfte als Kommandant von Friedrichsort beauftragt und stieg bis August 1907 zum Kapitän zur See auf. In Genehmigung seines Abschiedsgesuches wurde er am 10. November 1908 mit Pension zur Disposition gestellt.
Zu Beginn des Ersten Weltkriegs wurde Kirchhoff als z.D.-Offizier wiederverwendet. Er war zunächst Kommandeur der I. Matrosenartillerie-Abteilung und anschließend von September 1914 bis 30. November 1918 Kommandant der Küstenartillerie und der Sperren des Reichskriegshafens Kiel. Mit Rangdienstalter vom 30. November 1918 erhielt er am 30. August 1919 den Charakter als Konteradmiral.

### Familie
Kirchhof heiratete 1897 in Weimar die in Tübingen geborene Professorentochter Serina Charlotte Schweitzer (* 1875).